# Mistrzostwa Polski w Podnoszeniu Ciężarów Kobiet 2009
16. edycja Mistrzostw Polski w podnoszeniu ciężarów kobiet odbyła się w dniach 26-27 września 2009 roku w Kościerzynie w hali sportowej Sokolnia.

## Wyniki
| Konkurencja: | Złoto:                              | Wynik         | Srebro:                                     | Wynik        | Brąz:                                       | Wynik        |
| 48 kg        | Katarzyna Feledyn (Wisła Puławy)    | 132 (58+74)   | Katarzyna Chudzik (Unia Hrubieszów)         | 127 (59+68)  | Sylwia Lalik (Unia Hrubieszów)              | 119 (52+67)  |
| 53 kg        | Marzena Karpińska (Znicz Biłgoraj)  | 175 RP(80+95) | Agnieszka Zacharek (AKS Białogard)          | 137 (62+75)  | Agata Zaweracz (Lechia Sędziszów)           | 133 (62+71)  |
| 58 kg        | Joanna Łochowska (UKS Zielona Góra) | 180 (80+100)  | Monika Olszewska (Mazovia Ciechanów)        | 169 (71+98)  | Martyna Mędza (WLKS Siedlce Iganie Nowe)    | 166 (74+92)  |
| 63 kg        | Marieta Gotfryd (Tytan Oława)       | 197 (90+107)  | Anna Smosarska (Mazovia Ciechanów)          | 187 (83+104) | Joanna Gryczka (WLKS Siedlce Iganie Nowe)   | 177 (81+96)  |
| 69 kg        | Ewa Mizdal (Unia Hrubieszów)        | 208 (93+115)  | Katarzyna Ostapska (AZS AWF Biała Podlaska) | 197 (85+112) | Milena Kruczyńska (UOLKA Ostrów Mazowiecka) | 174 (76+98)  |
| 75 kg        | Ewelina Zaborowska (Atleta Gdańsk)  | 194 (89+105)  | Małgorzata Wiejak (Wisła Puławy)            | 174 (78+96)  | Oktawia Lurka (Lechia Sędziszów)            | 168 (72+96)  |
| +75 kg       | Sabina Bagińska (Horyzont Mełno)    | 221 (95+126)  | Sandra Spyra (Andaluzja Piekary Śląskie)    | 194 (87+107) | Magdalena Pasko (Lechia Sędziszów)          | 181 (80+101) |